# John Haltiwanger
John Couch Haltiwanger (* 1955) ist ein US-amerikanischer Wirtschaftswissenschaftler und Hochschullehrer.

## Leben
Haltiwanger studierte angewandte Wirtschaftsmathematik an der Brown University, an der er 1977 als Bachelor of Science graduierte. Anschließend ging er an die Johns Hopkins University, an der er 1981 seinen Ph.D. in Wirtschaftswissenschaften erwarb.
Von 1981 bis 1986 war er Assistant Professor an der University of California, Los Angeles, es folgten bis 1987 und daran anknüpfend bis 1990 Anstellungen als Associate Professor an der Johns Hopkins University respektive der University of Maryland. Dort wurde er anschließend zum ordentlichen Professor berufen.
Im Fokus von Forschung und Lehre Haltiwanger steht die Entstehung und Vernichtung sowie die Fluktuation von Arbeitsplätzen. Dabei setzt er sich auch mit Produktivität und Investitionen rund um Beschäftigung auseinander.
Haltiwanger ist Mitglied der American Economic Association, der Econometric Society und der American Statistical Association. Seit 2001 ist er Research Fellow am Bonner Institut zur Zukunft der Arbeit. 2025 wurde Haltiwanger zum Mitglied der American Academy of Arts and Sciences gewählt.

## Veröffentlichungen (Auswahl)
- Job Creation and Destruction (mit Steven Davis und Scott Schuh), 1996
- Labor Statistics Measurement Issues (Herausgeber mit Marilyn Manser und Robert Topel), 1999
- The Creation of Employer-Employee Matched Data, (Herausgeber mit Julia Lane, James Spletzer, Jules Theeves und Kenneth Troske), 1999
- Measuring Capital in the New Economy (Herausgeber mit Carol Corrado und Daniel Sichel), 2005
- Economic Turbulence: Is A Volatile Economy Good For America? (mit Clair Brown und Julia Lane), 2006
- Understanding Business Dynamics: An Integrated Data System for America’s Future (Herausgeber mit Lisa Lynch und Chris Mackie), 2007

## Preise
- 2020 Global Award for Entrepreneurship Research[1]